# Tiironkari (klippa i Egentliga Finland, Nystadsregionen, lat 60,76, long 21,17)
Tiironkari är en ö i Finland. Den ligger i Bottenhavet eller Skärgårdshavet och i kommunen Nystad i den ekonomiska regionen  Nystadsregionen i landskapet Egentliga Finland, i den sydvästra delen av landet. Ön ligger omkring 69 kilometer nordväst om Åbo och omkring 220 kilometer väster om Helsingfors. 
Öns area är 1,2 hektar och dess största längd är 140 meter i nord-sydlig riktning. Närmaste större samhälle är Nystad, 13,7 km öster om Tiironkari.